# Лулі
Лулі (д/н — бл. 695 до н. е.) — цар міст-держав Сідона а 733/732—701 роках до н. е. і Тіра в 729—695 роках до н. е. Основні відомості про нього містяться в ассирійських анналах і написах. Повідомляється також в «Юдейських старожитності» Йосипа Флавія, який використав у своїй роботі працю Менандра Ефесського, що спирався на царський тірський архів. У Флавій він відомий як Елулай. В давньоєгипетський джерелах згадується як Пюй.

## Життєпис
Походження достеменно невідомо. Перші згадки відносяться до 733/732 року до н. е. В цей час ассирійський цар Тіглатпаласар III придушив заколот близькосхідних володарів, серед яких був Хірам II, цар Сідону і Тіра. В результаті останнього позбавили влади, а його володіння розділили між Лулі, що отримав правління в Сідоні та Маттаном II, якого призначено царем Тіру. Вочевидь вони були родичами, оскільки після раптової смерті останнього близько 729 року до н. е. Лулі зайняв Тір (можливо, також він повалив Маттана II). Проте те, що 727 року до н. е. Тіглатпаласар III підтвердив лулі на троні Тіра свідчить про законність його сходження на тірський трон.
Невдовзі виступив проти міста-держави Кітіон (на о. Кіпр), що було васалом Тіру. Похід був вдалим — кітіонцям завдано поразки, а саме місто зазнало руйнувань. Залишивши тут свого намісника Лулі повернувся до Тіра.
Невдовзі після смерті ассирійського царя після 727 року до н. е. долучився до антиассирійського союзу на чолі з Єгиптом. На той час там зміцнилася XXV династія, що прагнула відновити єгипетський вплив в Передній Азії. До коаліції долучилися практично усі держави північної Палестини, Фінікії та південної Сирії. У 725 році до н. е. почалися відкриті бойові дії. Фінікійські міста-держави Арвад і Бібл перейшли на бік Ассирії, але тірський флот у запеклій битві завдав їм поразки. Втім ассирійська армія успішно діяла, взявши в облогу спочатку Самарію, столицю Ізраїльського царства, а згодом й Тір.
Ассирійський цар Шульману-ашаред V зосередив основну увагу на Тірі, що єдиний з колишніх союзників і далі чинив опір. Облога тривала 5 років. За цей час Сідонн, Аккан і Ушу, підвладні міста лулі, підкорилися ассирійцям. Разом з тим повстав Осія, царя Ізраїлю, що відволікло сили супротивника. У 722 році до н. е. зі сходженням на трон нового ассирійського царя Шаррукіна II укладено мир, за яким Лулі визнав зверхність Ассирії, зобов'язавшись сплачувати данину. Натомість повернув усі втрачені володіння.
Згодом допоміг ассирійцям підкорити значну частину Кіпру. 720 року до н. е. не підтримав повстання проти Ассирії на чолі з Ганноном, царем Гази.
705 року до н. е. після смерті Шаррукіна II офіційно відновив владу над усіма фінікійськими колоніями на Кіпрі. деякі дослідники вважають, що острів повністю став належати Лулі. Вже 704 року до н. е. приєднався до нової антиассирійської коаліції на чолі з фараоном Шабакою або Шабатакою. Водночас повстав Мардук-апла-іддіна II, цар Вавилону. Спочатку у кампанії 703—702 року до н. е. ассирійці повалили вавилонського царя. Потім 701 року до н. е. у запеклій битві біля Альтаку війська коаліції зазнали нищівної поразки. Було взято в облогу Єрусалим, фінікійські міста швидко підкорилися.
Ймовірно невдачі викликало повстання або заколот проти лулі. Той рушив на Кіпр, де напевне планував зібрати нові війська та флот. Ассирійський цар Сін-аххе-еріба передав Сідон Ітобаалу. За різними версіями, Лулі вбито в Кітіоні або видано ассирійському цареві, що стратив Лулі. Проте дослідники дійшли висновку, що ймовірніше він зумів відновитися на троні (цьому сприяв відхід ассирійського війська з Фінікії через нове повстання в Вавилонії у 700 році до н. е.), де панував до самої смерті у 695 році до н. е. Наступником став Баал I.